# Nikita Mandryka
Nikita Mandryka, conocido como Mandryka, (Bizerta, Protectorado francés de Túnez, 20 de octubre de 1940-Ginebra, 13 de junio de 2021) fue un historietista francés de ascendencia rusa. Se le considera antecesor del cómic underground francés y uno de los principales renovadores de la historieta francesa de los años 70.

## Actividad artística
Es conocido sobre todo por su personaje Le Concombre Masqué (el Pepino Enmascarado). Las primeras aventuras de este personaje las publicó en Vaillant, le journal de Pif, revista antecesora de la famosa Pif Gadget, y en 1967 empezó a publicarlas en Pilote. Tras unos años de dedicación a otros trabajos retoma la serie en 1975 con el título Le retour du Concombre Masqué (El retorno del Pepino Enmascarado), que conocerá otras dos ausencias y reapariciones: entre 1990 y 1993 volverá a dibujarlo para la editorial Dupuis, y en la actualidad publica una historieta semanal en una página web dedicada al famoso Pepino.
Son menos conocidos sus otros trabajos: la serie Boff de sus inicios en Vaillant (1944), que firmaba con el seudónimo Nik, y Les Clopinettes, realizada con Marcel Gotlib entre 1970 y 1973, entre otros.
En 1972-1973, fundó con Claire Bretécher y Marcel Gotlib L'Écho des Savanes, proyecto del que se retiraría en 1979. Fue redactor jefe de la revista infantil Petit Mickey en 1974, de Charlie mensuel en 1982 y de Pilote en 1983.
En 1994 recibió el Gran Premio del Festival del Cómic de Angulema.